# Jesup (Iowa)
Jesup es una ciudad ubicada en el condado de Buchanan en el estado estadounidense de Iowa. En el Censo de 2010 tenía una población de 2520 habitantes y una densidad poblacional de 546,31 personas por km².

## Geografía
Jesup se encuentra ubicada en las coordenadas 42°28′29″N 92°3′56″O / 42.47472, -92.06556. Según la Oficina del Censo de los Estados Unidos, Jesup tiene una superficie total de 4.61 km², de la cual 4.61 km² corresponden a tierra firme y (0%) 0 km² es agua.

## Demografía
Según el censo de 2010, había 2520 personas residiendo en Jesup. La densidad de población era de 546,31 hab./km². De los 2520 habitantes, Jesup estaba compuesto por el 98.17% blancos, el 0.32% eran afroamericanos, el 0% eran amerindios, el 0.2% eran asiáticos, el 0% eran isleños del Pacífico, el 0.04% eran de otras razas y el 1.27% pertenecían a dos o más razas. Del total de la población el 1.43% eran hispanos o latinos de cualquier raza.